# Alfresco (ECM-система)
Alfresco — тиражируемая интегрированная система управления контентом для организаций разработки одноимённой британской компании. Используется для управления документами, записями, веб-публикацией, групповой работой и бизнес-процессами в организации. Существует в двух редакциях. Alfresco Community является свободной, распространяется на условиях LGPL. Редакция Alfresco Enterprise является платной коммерческой версией продукта, распространяется под своей проприетарной лицензией, имеет открытый исходный код и соответствует открытым стандартам.
По утверждению разработчиков, использование Alfresco как свободной альтернативы проприетарным системам, таким как Documentum, Open Text или MS SharePoint позволяет снизить расходы на ECM на 96 %, однако другие эксперты ставят под сомнение методику расчёта.

## История
Джон Ньютон (англ. John Newton), сооснователь компании Documentum (приобретённой в 2003 году EMC) и Джон Пауэлл (англ. John Powell), работавший COO в компании Business Objects (поглощённой в 2007 году корпорацией SAP) основали в 2005 году компанию под названием Alfresco Software, Inc. На технические должности были приглашены специалисты из компаний Documentum и Oracle.

## Архитектура
Разработана на основе Java-технологий, в том числе: Spring, MyBatis, Lucene, JavaServer Faces, является кроссплатформенным программным обеспечением (выпускаются сборки для Microsoft Windows, Linux, Mac OS X). В качестве СУБД для свободной редакции поддерживаются MySQL и PostgreSQL, в редакции уровня предприятия также поддерживаются Oracle Database, DB2, Microsoft SQL Server.
Alfresco включает в себя такие модули: репозиторий контента, готовый к использованию веб-портал, CMS для управления и использования стандартным содержимым портала, интерфейс CIFS, предоставляющий совместимость с файловыми системами Microsoft Windows и Unix ОС через интернет, систему управления веб-контентом с возможностью виртуализации веб-приложений и статичных сайтов через Apache Tomcat.

## Особенности
- Для хранения содержимого используется виртуальная файловая система.
- В ядро системы включена поддержка jBPM для обеспечения управления бизнес-процессами.
- Начиная с версии 4.0 для управления бизнес-процессами используется собственный BPM-движок Activiti.
- Индексирование и поиск реализованы на основе средств Lucene (начиная с версии 4.0 индексирование производится средствами SOLR).
- Поддержана обработка (выгрузка и загрузка) любых документов в форматах .docx (Microsoft Office), .ods (OpenDocument), во внутреннем XML-формате или формате PDF.
- В модуле управления документами реализованы функциональные возможности системы контроля версий.

Alfresco поддерживает следующие открытые стандарты и соглашения: Java Content Repository API (JSR 170), портлеты (JSR 168), протоколы Windows Share (SMB/CIFS), FTP, WebDAV, для аутентификации поддерживаются LDAP и Microsoft Active Directory, доступно внешнее API к системе с привязками для языков Java и PHP, реализованы провайдеры .NET, все функции системы доступны как веб-службы, поддерживается RSS для подписок, потоки операций моделируются на языке BPEL, заявляется полная поддержка OASIS-стандарта CMIS 1.0.

## Награды
В октябре 2009 года специализированное издание CMSWire назвало Alfresco лидером среди open source Java/WCMS. В августе 2010 года Infoworld назвал Alfresco одним из 11 победителей в номинации Bossie 2010 Award (Лучшие open source приложения).